# Max Kade
Max Kade (* 13. Oktober 1882 in Steinbach; † 15. Juli 1967 in Davos) war ein deutsch-US-amerikanischer Pharmaunternehmer, Kunstsammler und Mäzen.

## Leben
Max Kade wurde als elftes von zwölf Kindern am 13. Oktober 1882 in Steinbach bei Schwäbisch Hall geboren. Sein Vater war Teilhaber einer Maschinenfabrik und Eisengießerei. Nach dem Schulbesuch absolvierte er eine kaufmännische Lehre im väterlichen Betrieb, lebte später in Völklingen und Antwerpen und wanderte 1904 nach Nordamerika aus. Dort lebte er zunächst in Montreal (Kanada) und zog 1907 nach New York. Hier absolvierte er eine pharmazeutische Ausbildung und gründete mit einem Partner das Arzneimittelunternehmen Seeck & Kade Inc., das ab 1911 unter seiner alleinigen Führung stand und mit dem Hustensaft Pertussin großen Erfolg hatte.
Am 26. Januar 1908 heiratete Max Kade Annette Marie Baudais. Die Ehe blieb kinderlos. Ab den 1920er Jahren begann das Ehepaar Kade, sein Vermögen philanthropisch für Hilfsbedürftige und soziale Einrichtungen einzusetzen. Große Zuwendungen gingen z. B. an seinen Geburtsort bzw. die Stadt Schwäbisch Hall, in die Steinbach 1930 eingemeindet worden war. Insbesondere ist hier das von Paul Bonatz entworfene Schenkenseebad zu nennen, das von Kade finanziert wurde. Max Kade engagierte sich auch als Kunstsammler und Mäzen und machte mehreren deutschen Museen Schenkungen.
Neben der Ehrenbürgerschaft von Steinbach (1929) und Schwäbisch Hall (1935) erhielt Max Kade zahlreiche Ehrungen durch die von ihm geförderten Universitäten. Er starb am 15. Juli 1967 im Alter von 85 Jahren während eines Kuraufenthalts in Davos und wurde in Steinbach beerdigt.
Seine Frau lebte bis zu ihrem Tod am 21. Mai 1974 in Stuttgart, dem Ort, der Max Kade ein Studentenwohnheim, die Mensa und die Universitätsbibliothek Stuttgart verdankt. Sein Sammelschwerpunkt war die Druckgraphik insbesondere die Werke von Dürer, Rembrand, Schongauer, Burgkmair und deren Wegbereiter. Er legte größten Wert auf die Erhaltung und Druckqualität der Blätter.
In der Graphischen Sammlung der Eberhard Karls Universität Tübingen befindet sich die Sammlung Max Kade, die vom Museum der Universität Tübingen MUT verwaltet wird.

## Max-Kade-Stiftung

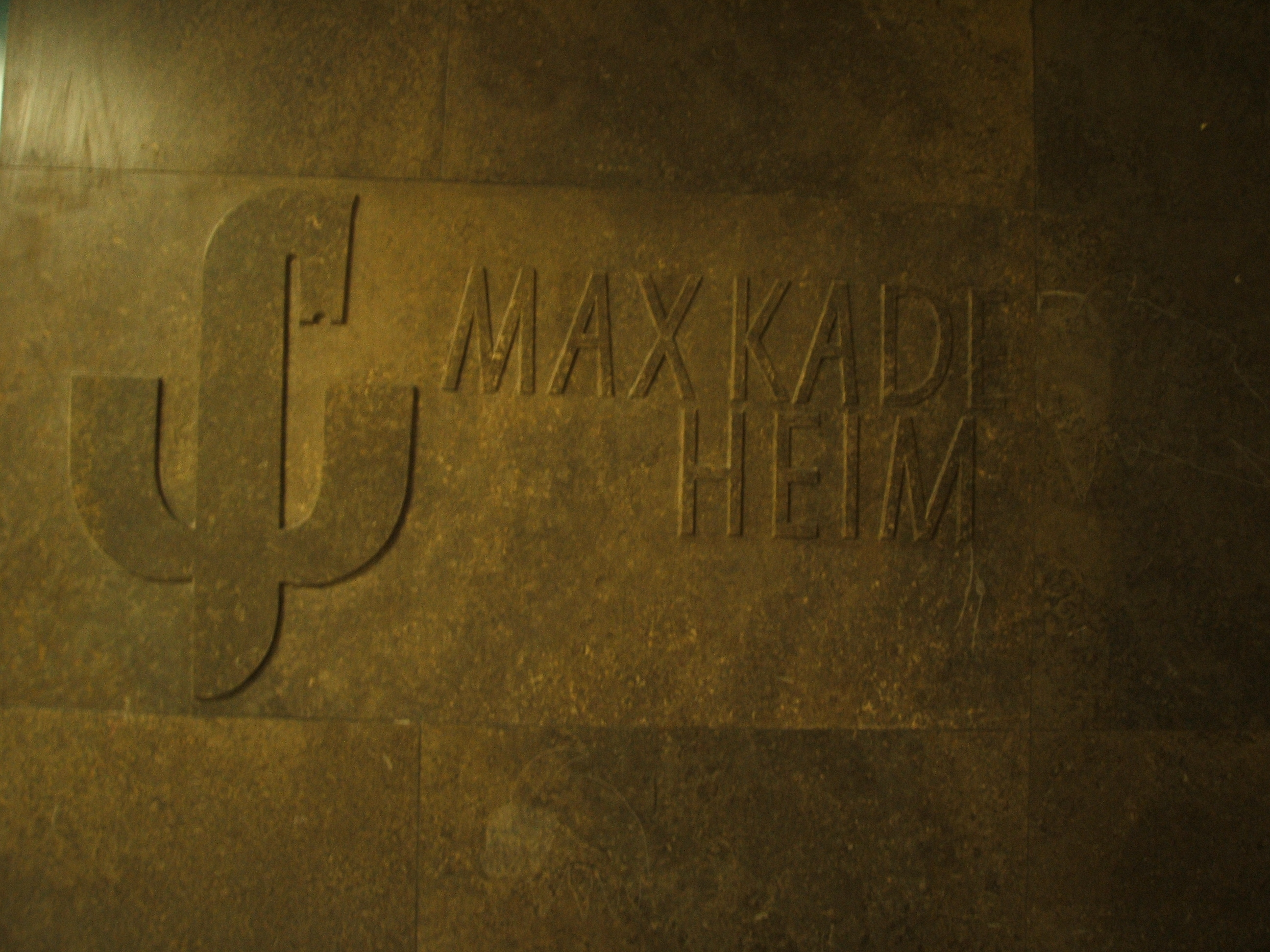
Max Kade Heim in Stuttgart

Zusammen mit seiner Ehefrau Annette gründete er 1944 die Max Kade Foundation New York. Nach dem Ende des Zweiten Weltkriegs konzentrierte sich die Stiftung zunächst auf Nothilfe für Kriegsopfer und auf den Wiederaufbau zerstörter Kulturdenkmäler. Später verlagerte sich der Schwerpunkt auf den universitären Bereich, insbesondere auf die Förderung des wissenschaftlichen und kulturellen Austauschs zwischen Deutschen und US-Amerikanern. Die Max-Kade-Stiftung hat Forschungseinrichtungen, Studentenwohnheime, Mensen und Bibliotheken gefördert oder komplett finanziert und unterstützt das Studium der deutschen Sprache sowie der deutschen und der deutsch-amerikanischen Geschichte.
Von der Stiftung getragen werden Forschungsbibliotheken und Zentren für deutsche Studien an mehreren Universitäten der USA sowie die „Max Kade-Häuser“ in deutschen Universitätsstädten, die die Begegnung zwischen deutschen und US-amerikanischen Studenten fördern sollen. Max Kade-Häuser oder -Studienzentren gibt es an 30 Standorten in den USA und 25 Standorten in Deutschland und Österreich. Außerdem finanziert die Stiftung Stipendien, Professuren und Austauschprogramme und unterstützt Forschungsprojekte.
Die Stiftung unterstützt das Deutsche Historische Institut Washington bei der Herausgabe der Deutschen Geschichte in Dokumenten und Bildern (DGDB), einer Sammlung online verfügbarer Quellen zur Geschichte Deutschlands ab 1500.